# Sint-Ermelindiskapel (Meldert)

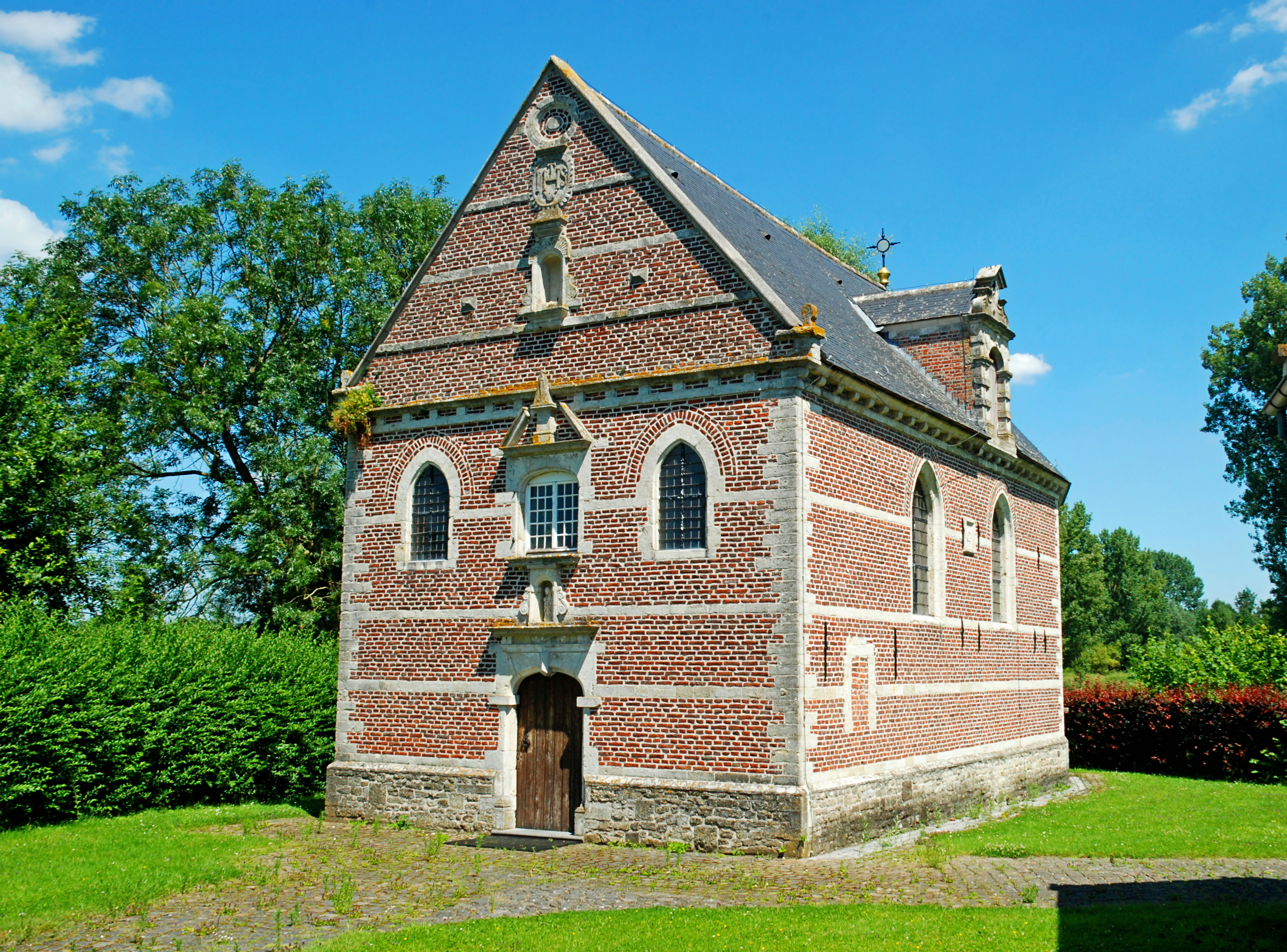
Sint-Ermelindiskapel

De Sint-Ermeliniskapel is een kapel in de tot de Vlaams-Brabantse gemeente Hoegaarden behorende plaats Meldert, gelegen aan de Sint-Ermelindisstraat.
Al in de 13e eeuw was er sprake van een aan Sint-Ermelindiskapel in Meldert. De huidige kapel is van 1629 en werd eind 17e eeuw nog voorzien van dakvenster en barokportaal.
Ook het kerkmeubilair is in barokstijl met een altaar van 1750 en een cenotaaf van 1648 voor Sint-Ermelindis met daaronder een bron. Ook zijn er vier reliëfs met episoden uit het leven van Sint-Ermelindis.